# Sámuel Enyedi (medic)
A nu se confunda cu Sámuel Enyedi (inventator).
Sámuel Enyedi (? - 1671) a fost un medic, preot reformat și scriitor ungur din Transilvania.
Se pare că s-a născut la Aiud, unde a parcurs studiile elementare.
În perioada (1649-1650), a studiat la Utrecht și în 1653 devine doctor în medicină.
În 1664 revine la Aiud ca profesor de filozofie, iar în 1669 devine predicator la Vințu de Jos.

## Scrieri
- 1651: Dissertatio theologica, praes. Gisb. Voetio. De Visione Dei per Essentiam.
- 1651: Dissertatio medica, praes. Henr. Rgio. Medicatio duorum aegrorum aneurismate et gangraena laborantium.
- 1651: Exercitatio de visione Dei per essentiam. Franequerae.
- 1652: Disputatio theologica, praes. Kloppenburgio. De vera Spiritus Sancti Deitate
- 1653: Disputatio V. De Dei potentia, potestate et adorabilitate.
- 1863: Disputatio V-ae reliqua. De divina praedestinatione.
- 1653: Dissertatio inaug. medica de Ictero.